# DCアークジェット
DCアークジェット（DC arcjet）とは電気推進の一種であり、電熱加速型に分類される。DCはDirect Current（直流）を表す。単にアークジェットと呼ばれる場合もある。同軸状に配された中心軸上のカソードそれを囲うアノードとの間に直流電源によりアーク放電柱を生成し、それにより推進剤を加熱する。加熱され一部が電離した高エンタルピの推進剤は、ノズルの役割も兼ねる陽極により空気力学的に加速され、推力が生み出される。始動は一般に数kVの高電圧のパルス放電により行われ、その後数百Vの直流アーク放電による定常モードに移行する。
一液/二液推進系と推進剤を共有できるため、推進剤としてヒドラジンを用いることが一般的であるが、アンモニア、水素についても研究・開発が進められている。米エアロジェット製のMR-508、MR-509、MR-510（ヒドラジン推進剤）は主に南北軌道制御を目的としてLMAS（Lockheed Martin Astro Space）社の人工衛星7000シリーズ、A-2100シリーズに1993年から搭載されている。
1999年に打ち上げられたアメリカの人工衛星ARGOSには、アメリカ空軍により設計された26kWのアンモニア推進剤の大電力アークジェットが搭載された。それを用いた大電力アークジェットの宇宙実験（ESEX: The Electric Propulsion Space Experiment）が行われ、アークジェットによる宇宙機の軌道変換が実証された。
日本においてはJAXAの人工衛星こだま（データ中継技術衛星）に、南北姿勢制御用スラスタとしてエアロジェット製のMR-509AおよびMR-509B（ともにMR-509の電力制御器をこだま向けに変更、加えてMR-509Bは推力を増強）が各2機、計4機搭載されている。これらのうち1本で動作不良が確認されたが、冗長系に切り替えることで対処された。ただしスラスタの噴射回数制限に達する2010年11月以降に使用が中止されることになった。
その後開発された人工衛星きずな（超高速インターネット衛星）へも同社スラスタMR-512が搭載されている。
国内の大学や研究機関での意欲的な研究開発が進行中であるが、いまだ実用国産品は実現していない。